# 토론토 FC 아카데미
토론토 FC 아카데미(영어: Toronto FC Academy)는 토론토 FC의 아카데미팀으로 현재 MLS 넥스트 소속이며 램퍼트 경기장을 홈 경기장으로 사용하고 있다.

## 같이 보기
- 토론토 FC II